# Missão 115
Missão 115 é um documentário brasileiro de 2018, dirigido por Silvio Da-Rin, que tem como tema uma suposta operação do DOI-CODI durante um show musical no Riocentro pelo Primeiro de Maio de 1981.
O filme foi um dos longa-metragens brasileiros selecionados para a 23ª edição do festival brasileiro É Tudo Verdade, realizado nas cidades de São Paulo e no Rio de Janeiro em 2018.